# Boccaccio Boccaccino
Boccaccio Boccaccino (1467 - 1525) foi um pintor do começo do Renascimento, pertencente a Escola Emiliana. Sua biografia está no livro Vidas de Vasari.
Nasceu em Ferrara e estudou lá, provavelmente com Domenico Panetti.  Pouco se sabe sobre sua vida. Sua principal atividade artística foi em Veneza e especialmente em Cremona, onde fundou uma escola onde Garofalo foi aluno.   
Suas obras mais conhecidas são os afrescos da Catedral de Cremona. Sua atividade foi depois retomada por Altobello Melone. Suas outras obras estão na Accademia e no Louvre. Várias obras anteriormente atribuídas a Pietro Perugino, Pinturicchio e Garofalo são agora atribuídas a ele.   
Seu filho e aluno Camillo Boccaccino foi também pintor em Cremona.  